# 美国最高法院判例报告

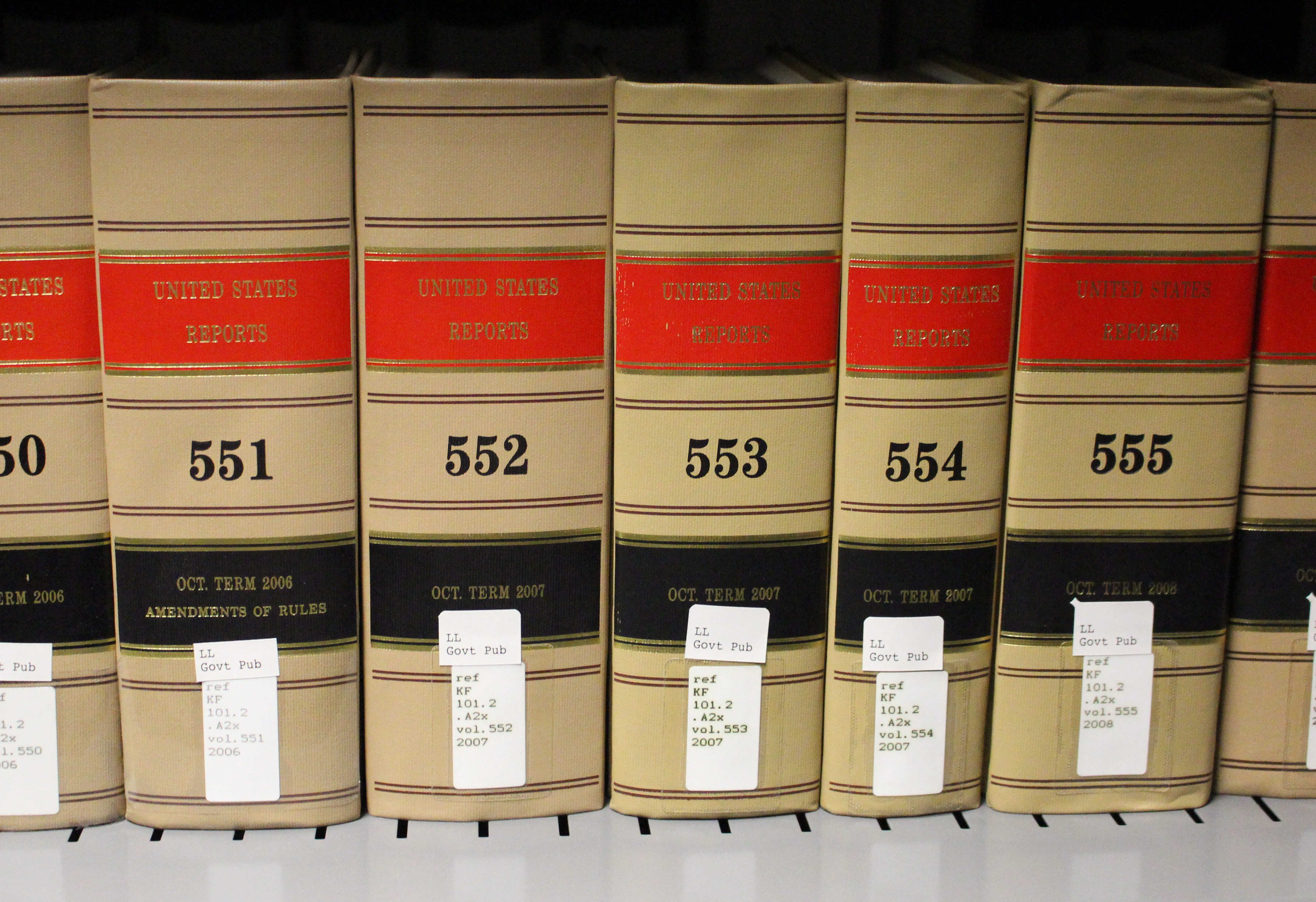
存放在法律图书馆中的几卷联邦最高法院判例报告

美国最高法院判例报告（英語：United States Reports）是美国最高法院所审理过所有案件的官方报告。其标注方式一般会简写为：卷次+U.S.+起始页码+（年代）。比如说，著名的《纽约时报》公司诉萨利文案的报告就是：376 U.S. 254 (1964)。